# Royaume d'Aragon
Pour les articles homonymes, voir Aragon.
Ne doit pas être confondu avec Couronne d'Aragon.
1035–1707
Entités précédentes :
- Marche d'Espagne
- Comté d'Aragon

Entités suivantes :
- Royaume d'Espagne

Le royaume d'Aragon est un royaume qui a, entre 1035 et 1701, régné sur l'Est de la péninsule ibérique. 
Il est appelé en aragonais reino d'Aragón, en espagnol reino de Aragón, et en latin regnum Aragonum. Il nait de l'union des trois comtés d'Aragon, Sobrarbe et Ribagorce, et disparait en 1707 par absorption dans le royaume d'Espagne, conformément aux décrets de Nueva Planta).

## Avant le royaume

Populations et langues de la péninsule ibérique vers 300

La Tarraconaise à partir du règne de Dioclétien, vers 300

Dans l'Antiquité, les territoires de l'actuel Aragon font partie de la province romaine de Tarraconaise, et répondent en partie à la Celtibérie des Anciens.
La première émanation de l'Aragon, le comté, naît sur les ruines de la marche d'Espagne carolingienne, initialement sous protectorat franc, qui confie à Aureolus le gouvernement d'une petite zone montagneuse des Pyrénées centrales. Le comté prit son nom de la rivière éponyme. Un chef de famille de la région, Aznar Galíndez, prend le contrôle de la ville de Jaca et le titre de comte d'Aragon. Aznar se libère peu à peu de la tutelle des Francs et opère un rapprochement avec le roi de Pampelune, allié à l'époque aux Banu Qasi.
L'alliance avec le royaume de Navarre perdure durant les règnes successifs des descendants d'Aznar et se renforce en 939 avec le mariage de l'arrière-arrière-petite-fille d'Aznar, la comtesse Andregoto avec García II de Navarre : la couronne comtale passe à leur fils Sanche II de Navarre, et reste dévolue aux rois de Navarre jusqu'en 1035, date de la mort du roi Sanche III de Navarre, du partage de la succession entre les quatre fils de ce dernier et l'érection du comté en royaume, attribué à Ramire.

## Histoire du royaume
Le royaume d'Aragon est alors fort resserré : il s'agrandit par des conquêtes successives au XIe siècle pour rassembler, outre l'Aragon proprement dit, les comtés de Sobrarbe et de Ribagorce.
Les rois d'Aragon, participant à la Reconquista, développent le royaume hors de son réduit pyrénéen pour le porter sur l'Èbre. Le roi Alphonse Ier le Batailleur conquiert Saragosse, qui devient la capitale du royaume.

Situation vers 1076

De 1076 à 1134, profitant de l’assassinat de Sanche IV de Navarre, Sanche Ier d'Aragon réunit le royaume de Pampelune à l'Aragon.
Avec le mariage de la reine Pétronille d'Aragon et du comte Raimond-Bérenger IV de Barcelone en 1137, il devient l'un des royaumes composant la couronne d'Aragon. 
Le titre de « roi d'Aragon » désigne souvent non seulement le souverain du royaume d'Aragon, mais aussi et surtout le souverain de la couronne d'Aragon. 
L'Aragon conserve toutefois son particularisme à l'intérieur de la couronne d'Aragon, grâce à ses Cortes (parlement général) et aux pouvoirs étendus de sa noblesse.

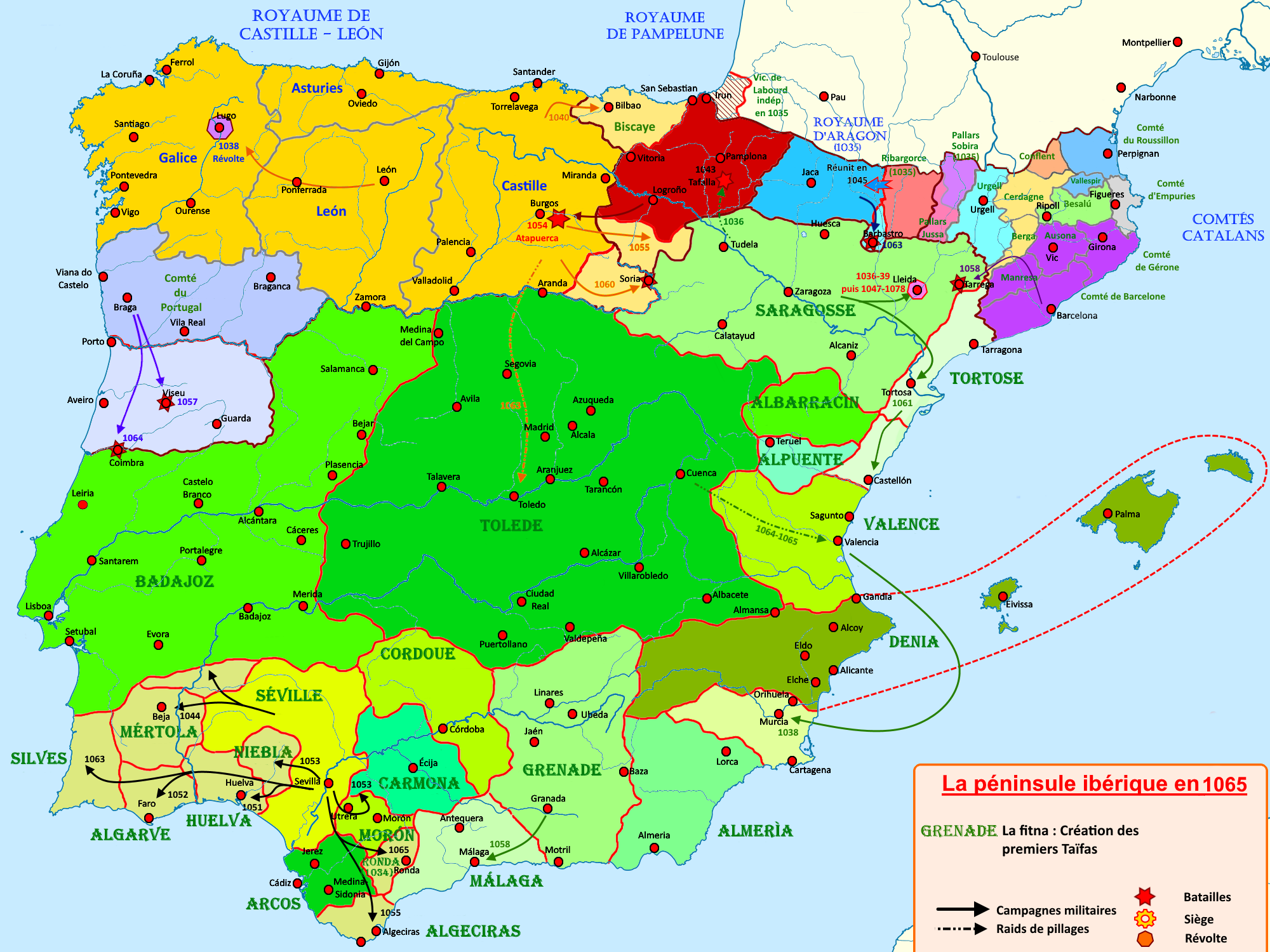
Le royaume d'Aragon (en bleu) de 1037 à 1065
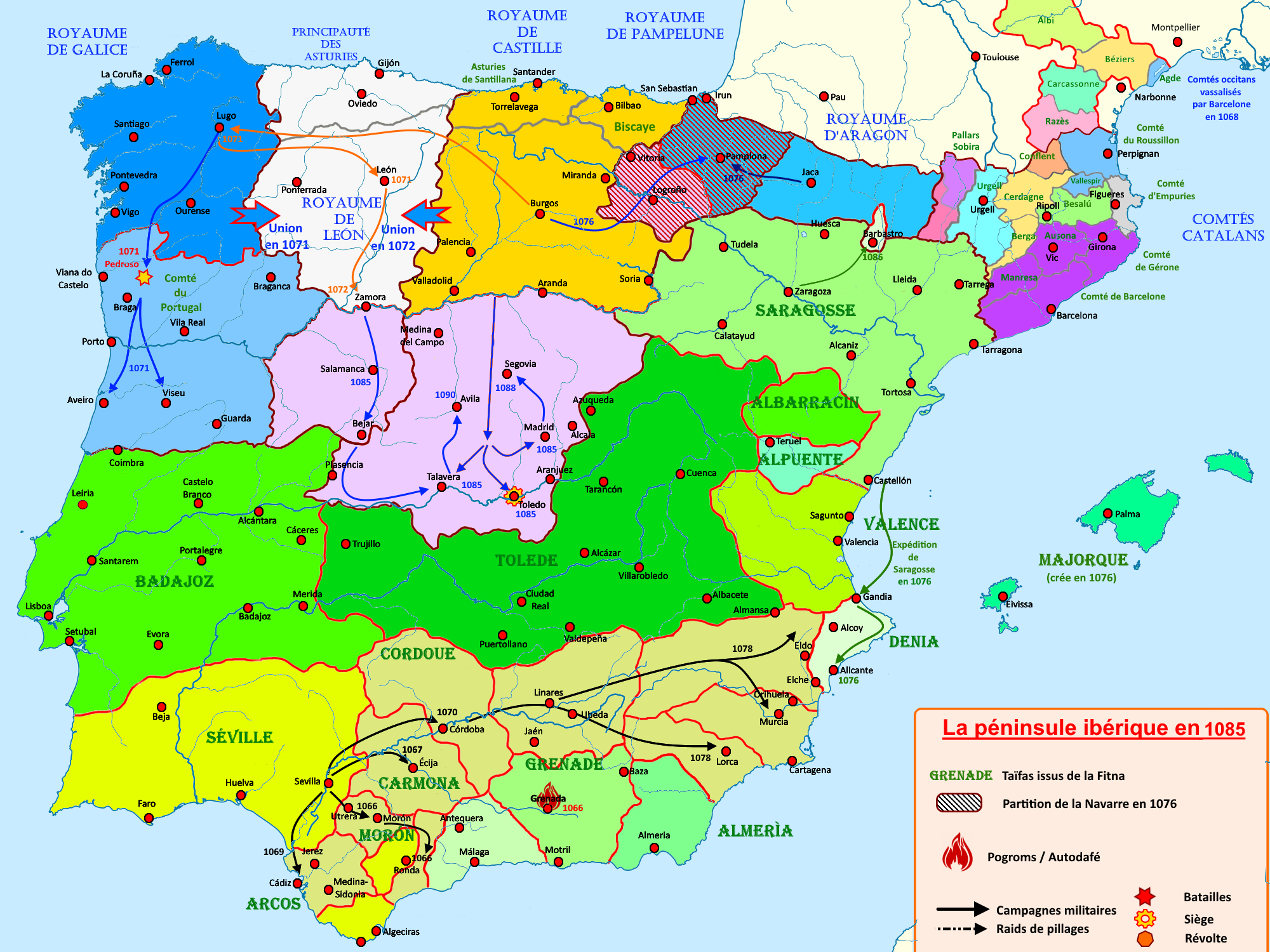
Le royaume d'Aragon (en bleu) de 1065 à 1085
Les possessions et les conquêtes d'Alphonse Ier
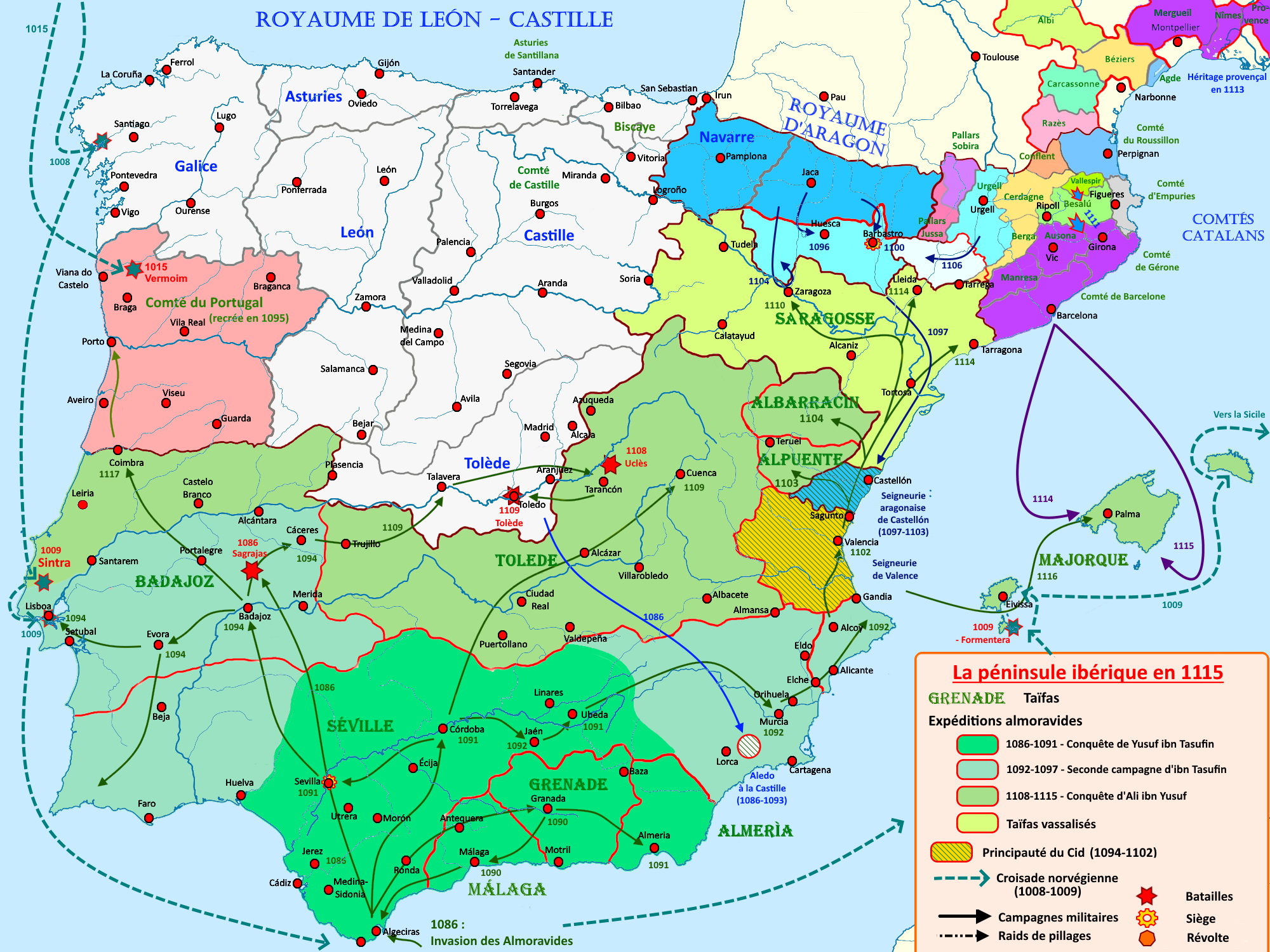
Le royaume d'Aragon (en bleu) de 1085 à 1115

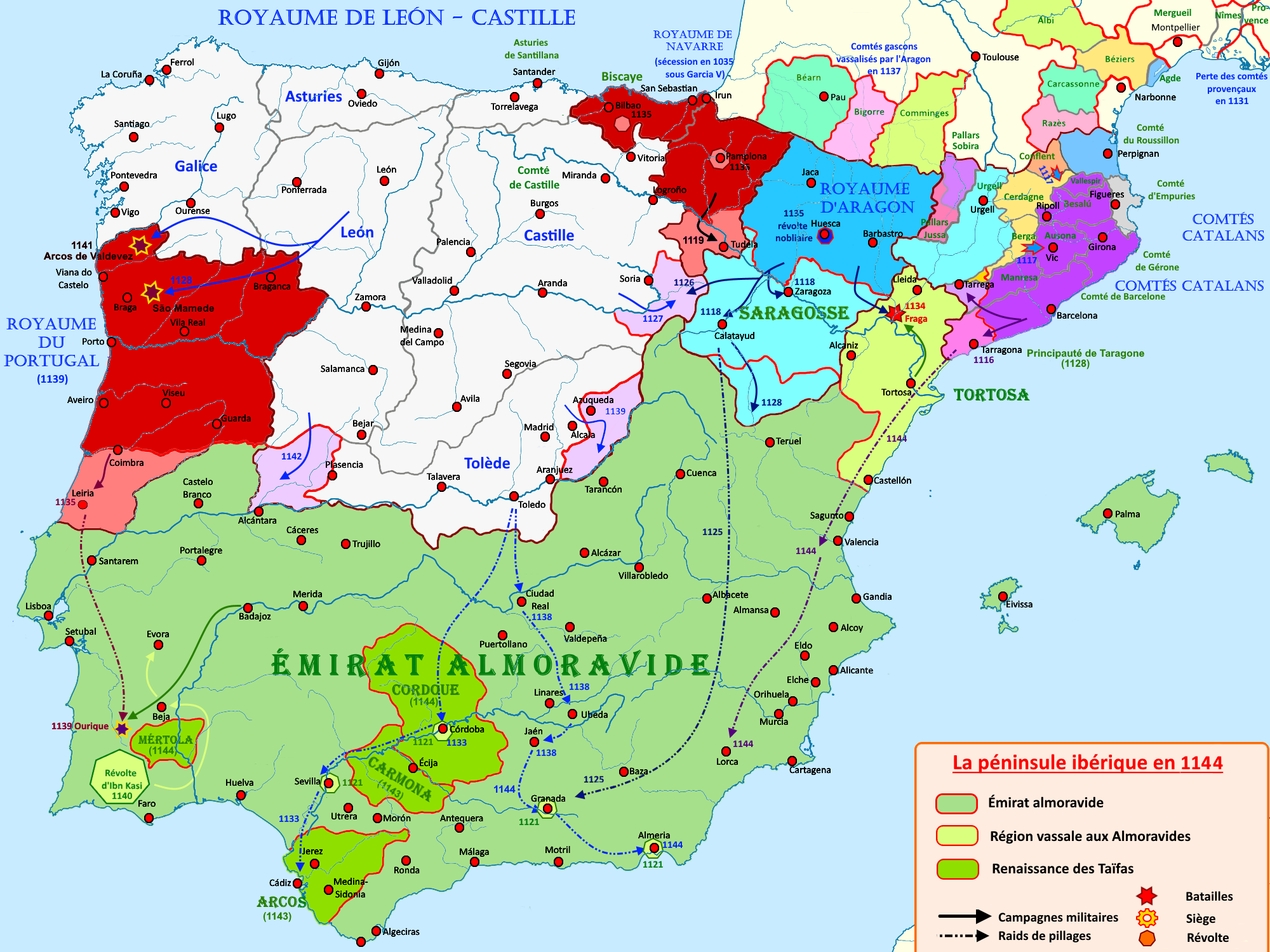
Le royaume d'Aragon (en bleu) de 1115 à 1144
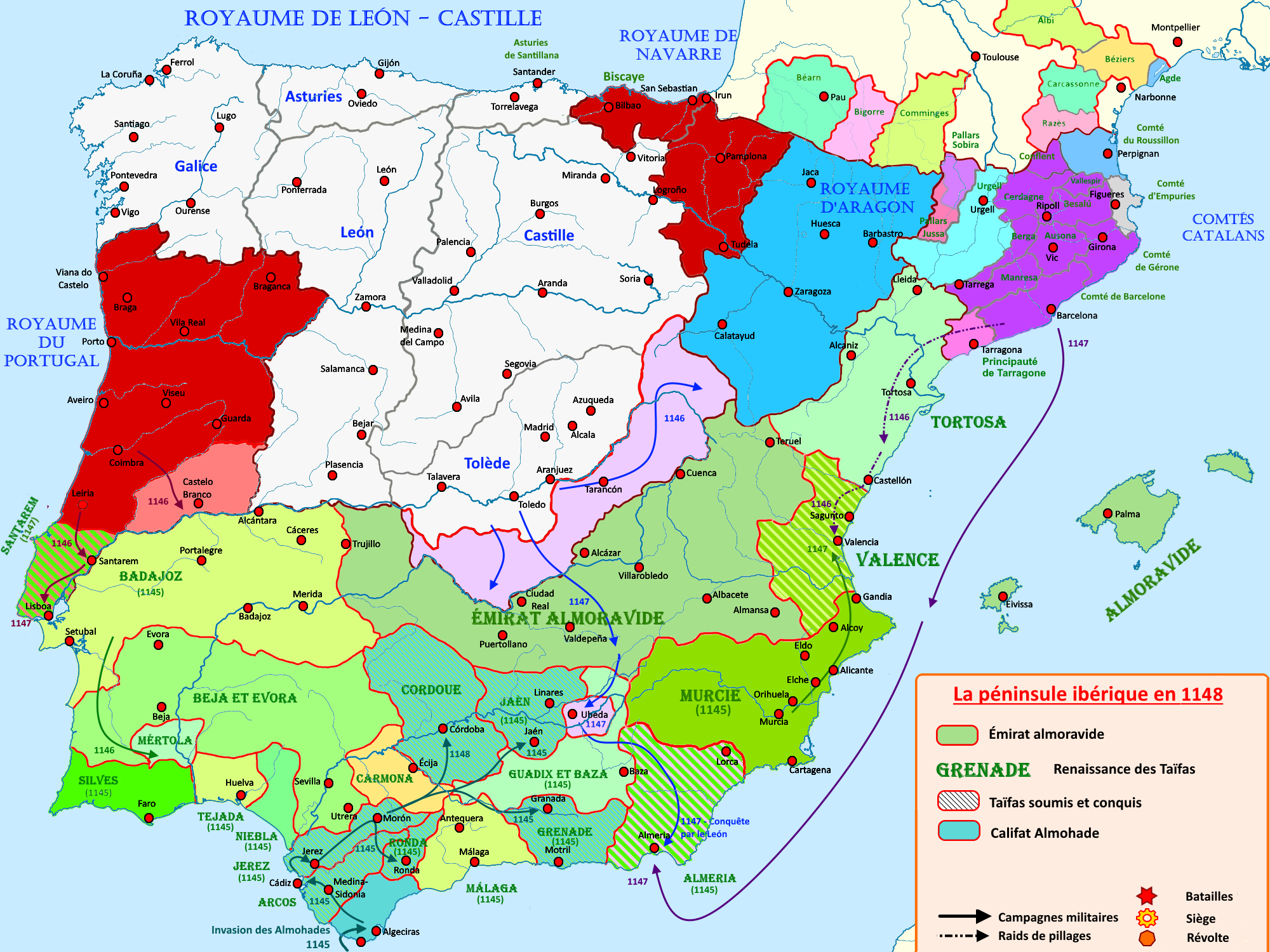
Le royaume d'Aragon (en bleu) de 1144 à 1148
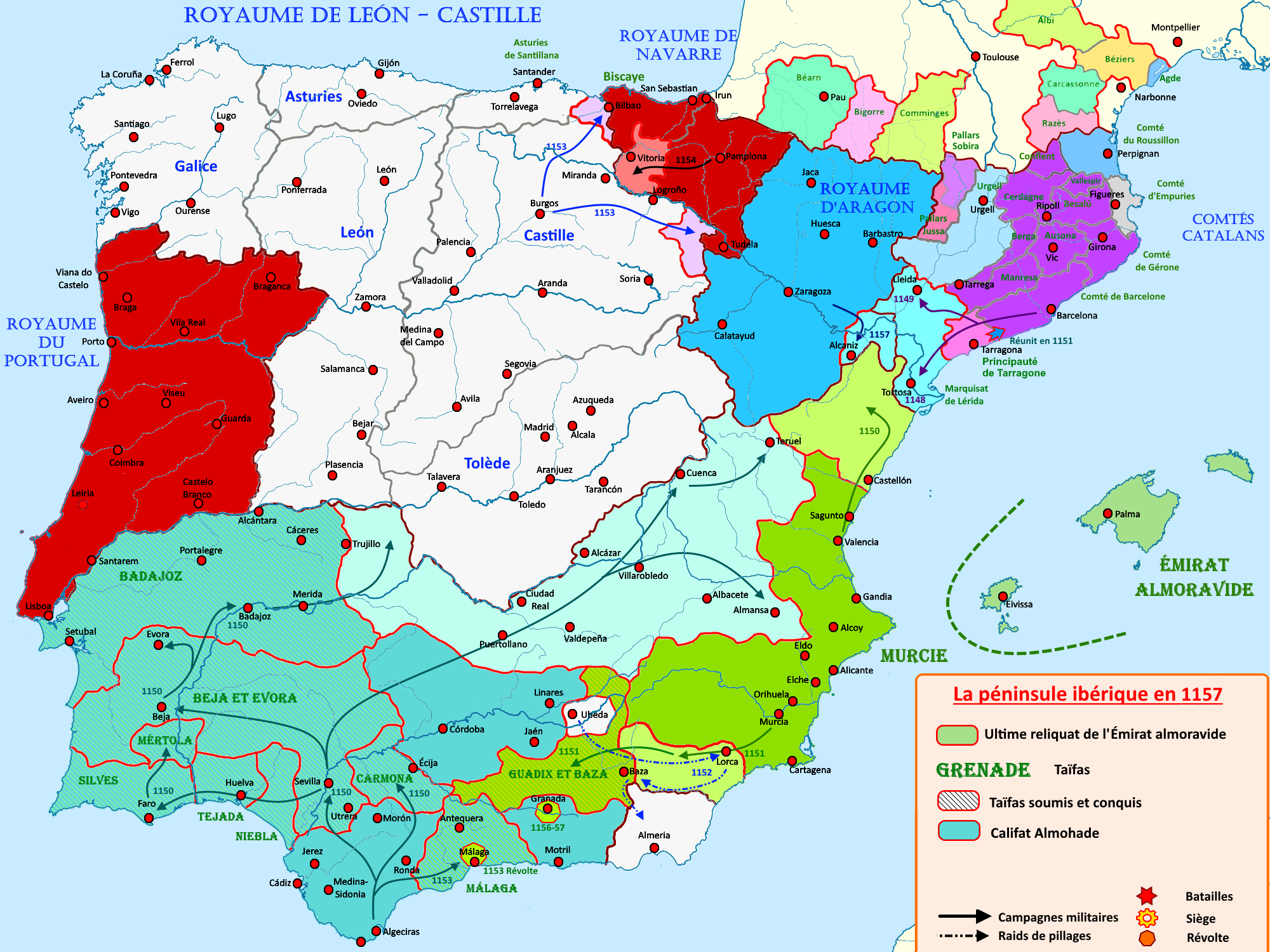
L'Aragon (en bleu) à la veille de l'union avec la Catalogne en 1157
Couronne d'Aragon, sous Pierre IV vers 1385
Couronne de Castille vers 1400

Le royaume disparaît formellement le 29 juin 1707, par les décrets de Nueva Planta qui réforment l'organisation du royaume d'Espagne.